# DotA
Defense of the Ancients ([dɪˈfens əv ðɪ ˈeɪnʃənts], с англ. — «Оборона Древних», сокращённо DotA) — пользовательская карта (модификация) для стратегии в реальном времени Warcraft III: Reign of Chaos и его расширения, Warcraft III: The Frozen Throne. DotA была создана с помощью редактора уровней World Editor, встроенного в Warcraft III; её прообразом послужила схожая пользовательская карта Aeon of Strife для StarCraft.
DotA — командная тактико-стратегическая игра с элементами компьютерной ролевой игры, в которой каждый игрок управляет одним героем, и, если герой имеет соответствующие способности, некоторым количеством дополнительных существ. Во время игрового процесса, с течением времени и в зависимости от успешности своих действий игрок получает опыт, открывая новые способности своего героя, и деньги, которые он тратит на покупку различных предметов. Основная задача игры для каждой из двух команд — уничтожить вражеский лагерь, защищённый башнями. Игроки контролируют только своего героя (и, возможно, несколько призванных или захваченных существ); героям помогают юниты, управляемые компьютером, которые называются «крипы» (англ. creeps).
Существует большое количество вариаций DotA, но наиболее популярная из них — DotA Allstars, разрабатываемая IceFrog с 2005 года. В 2000-х годах DotA представляла собой востребованную киберспортивную дисциплину — начиная с первого турнира на BlizzCon в 2005 году, соревнования по ней проводились на таких чемпионатах, как азиатский World Cyber Games или Electronic Sports World Cup. В последующие годы разными компаниями было выпущено множество игр-подражаний, составивших самостоятельный жанр MOBA. В 2009 году американская компания Valve зарегистрировала слово «Dota» как собственный товарный знак и позже выпустила игру Dota 2.

## История разработки

### Идея и появление DotA
Warcraft III — стратегия в реальном времени, третья часть в серии Warcraft, разработанная Blizzard Entertainment. Вместе с этой частью, как и с Warcraft II, Blizzard выпустила специальный бесплатный редактор уровней — World Editor. С помощью данного редактора игроки могут самостоятельно создавать сценарии или «карты» (англ. maps) для Warcraft III. Впоследствии эти карты могут использоваться для игры с другими участниками, в частности, по Battle.net или через другие клиенты, например, Garena. Подобные сценарии могут быть как обычным изменением уже существующих карт, так и совершенно новыми картами, имеющими свой игровой процесс.
Первой картой, похожей на DotA, считается Aeon of Strife для стратегии StarCraft. Герои Warcraft III, со временем развивающиеся и получающие уровни, оказались естественным продолжением Aeon of Strife; похожие карты начали появляться и для этой игры.
Карта Defense of the Ancients была создана разработчиком с псевдонимом Eul в 2003 году. Он взял за основу упомянутую ранее карту Aeon of Strife. Хотя слово ancient означает древо, название построек ночных эльфов в WarCraft III, этим словом стали называть Мировое древо и Ледяной трон, главные здания игры. После выхода дополнения Warcraft III: The Frozen Throne Eul не выпустил новую версию, но открыл исходный код сценария. Были созданы многочисленные вариации этой карты, однако именно Allstars разработки Стива Фика (известного как Guinsoo) стала стандартом de facto. Фик говорил, что и представить не мог, насколько популярной станет эта игра. Её популярность обусловлена, в первую очередь, большим разнообразием героев и их способностей, а также широким выбором артефактов и правил, по которым будет вестись игра. Фик добавил систему рецептов для некоторых артефактов, чтобы герои могли собирать более мощные предметы по мере роста своих способностей. Кроме того, он ввёл мощного босса — Рошана (англ. Roshan), названного по имени своего шара для боулинга.
Фик использовал один из каналов (чатов) Battle.net для общения и обмена идеями с другими игроками DotA, но официального сайта или форума не существовало. Лидеры одного из кланов TDA решили создать официальный сайт DotA для хранения информации и постоянного её обновления. Один из членов клана Стив «Pendragon» Мескон 14 октября 2004 года создал сайт www.dota-allstars.com, достаточно длительное время бывший официальным сообществом игроков DotA.

### Дальнейшая разработка
Перед тем, как передать работу над картой другому разработчику, известному как IceFrog, Фик занимался, в первую очередь, оптимизацией карты. С версии 6.01 IceFrog стал также добавлять новых героев, новые предметы и аспекты игры. Каждая выпускаемая версия стала сопровождаться списком изменений. IceFrog известен своей скрытностью — он не даёт интервью и долгое время единственным, что указывало на его авторство, был почтовый адрес на официальном сайте и его имя на экране загрузки. Через несколько лет IceFrog объявил, что из-за конфликта интересов с Pendragon, он бойкотирует сайт www.dota-allstars.com и создаёт собственную официальную страницу DotA по адресу www.playdota.com. Теперь IceFrog общается с фанатами через свой блог на этом сайте, где отвечает на вопросы об игре и о нём самом. Кроме того, он постоянно сообщает о новых версиях карты, которые он планирует выпустить и о нововведениях, которые ожидают игроков.
Развитие Defense of the Ancients происходит с помощью фанатов игры, которые высказывают свои идеи касательно игрового процесса, героев и предметов на официальном форуме «PlayDota». Лучшие идеи добавляются в последующих релизах карты. Стоящие предложения, высказываемые на форуме, серьёзно рассматриваются — например, IceFrog изменил одного из новых героев меньше, чем через две недели после выпуска новой версии по многочисленным просьбам фанатов. Имена героев и артефактов в DotA берутся из разнообразных источников: сама вселенная Warcraft, мифология, аниме, компьютерные игры. В некоторых названиях скрыты имена людей, так или иначе участвовавших в создании игры. В их числе: Eul и Guinsoo (разработчики карты), Syl-la-ble (тестер), Nessaja, MercurialXen и Kunkka (художники). Предыстории героев, по большей части, основаны на вселенной Warcraft. Фанаты также могут предлагать свои имена и истории для героев.
С версии 6.53 появились локализованные карты — русская, китайская и корейская. С версии 6.60 появились локализации на новых языках — французском, чешском и португальском. Начиная с версии 6.61, карта доступна также на венгерском языке. Также готовятся переводы на польский, испанский, греческий, шведский, индонезийский, голландский, румынский, албанский, турецкий, и сербский языки. Карты на разных языках полностью совместимы друг с другом.
С версии 6.68 из названия карты убрано слово Allstars. Теперь карта называется просто DotA.
В октябре 2009 года компания Valve Corporation наняла IceFrog’а для участия в новом проекте, связанном с DotA, который он охарактеризовал как «отличные новости для фанатов игры». В 2016 году на официальном сайте игры появилось сообщение, что новые версии больше не будут публиковаться, так как IceFrog и его команда полностью сосредоточились на Dota 2.

#### Сторонние программы
Сторонними разработчиками было создано множество различных программ для DotA, которые позволяют как улучшать качество игры в целом, так и осуществлять поддержку игры. Например, Knarf создал программу «WC3 Banlist», в которой ведется «чёрный список», куда попадают читеры и другие недобросовестные игроки, а также есть возможности для проверки пинга, страны игрока и выполнения других функций. Некоторые известные кланы создают свои собственные правила по игре в DotA и ведут свои «чёрные списки». В начале 2010 года IceFrog объявил, что программист Varlock начал работу над программой «Ghost Proxy ++», которая позволит игрокам переподключаться к играм, из которых они «вылетели» ввиду плохого Интернет-соединения. Эта программа должна оказаться полезной для многих игроков DotA, так как «вылетание» (англ. drop) из игр является очень распространённой проблемой. 12 марта 2010 года была выпущена бета-версия этой программы.

#### Версии с искусственным интеллектом
Параллельно разрабатываются и AI-версии карты. DotA предназначена для игры с живыми людьми, но AI-скрипты позволяют компьютеру управлять героями. Такие карты широко используется новичками для тренировок; загрузка AI-версий возможна с официального сайта DotA, хотя IceFrog не принимает участия в создании этих карт и не несёт за них ответственности.

### Dota 2
Осенью 2009 года компания Valve приняла на работу основного разработчика DotA, IceFrog’а, летом 2010 подала заявку на регистрацию этой торговой марки, а 13 октября анонсировала Dota 2. Официальный релиз состоялся 9 июля 2013 года.

## Игровой процесс

### Карта и герои
В DotA играют две команды, каждая из которых может содержать до пяти человек (есть неофициальные карты 6х6, но они не пользуются большой популярностью). Оставшиеся два слота (места) зарезервированы для наблюдателей и арбитров.
В левом нижнем углу карты находится лагерь «света» («Стражи», англ. «The Sentinel»), в правом верхнем — лагерь «тьмы» («Плеть», англ. «The Scourge»). Обе базы защищены башнями, которые стоят на каждой из трёх основных дорог к базе. В центре каждой базы располагается главное здание — «Мировое Древо» (англ. World Tree) у Стражей и «Ледяной Трон» (англ. Frozen Throne) у Плети. Команда, первой уничтожившая главное здание, выигрывает матч.

Игровой процесс DotA.

В DotA нет ни управления армией, ни строительства базы, как в большинстве стратегий в реальном времени, — под контролем игрока находится только один герой и, возможно, небольшое количество вызываемых или подчинённых существ. Герои имеют уникальный набор способностей (одна из них, открывающаяся после 6 уровня, называется ультимативной — англ. Ultimate) и определённое тактическое преимущество над некоторыми другими героями. В начале игры каждый участник выбирает себе героя (или получает его случайным образом, в зависимости от выбранного режима игры) из двенадцати таверн — по шесть на «свет» и «тьму». Героев можно поделить на классы: ловкачи (англ. Agility), маги (англ. Intelligence), силачи (англ. Strength). К настоящему моменту количество героев равно 112. Если режим игры, также называемый модом (англ. Game Mode) — стандартный, то каждый игрок может выбирать героев только из таверн своей стороны.
Игровой процесс основан на тесном взаимодействии между союзниками, то есть один игрок в большинстве случаев не сможет самостоятельно привести к победе свою команду. В DotA очень важны командная игра, правильный подбор героев и артефактов.

Общая карта DotA. Жёлтым и фиолетовым указано местоположение башен Sentinel и Scourge соответственно. Красной звездой помечена база Sentinel, зелёной — Scourge. Кроме того, указаны названия тропинок: верхняя, центральная и нижняя.

С каждой из баз каждые 30 секунд по трём тропинкам (верхняя, центральная и нижняя) идут управляемые компьютером существа — «крипы» (англ. creeps), которые сталкиваются между собой около середины тропинки. За убийство вражеских крипов игрок получает опыт, а нанесший последний удар — ещё и небольшую сумму денег. Весь начальный этап игры построен вокруг убийства вражеских крипов и попыток помешать противнику делать то же: можно нанести последний удар союзному крипу, не дав таким образом добить его противнику. Крипы становятся сильнее, если разрушена часть вражеской базы.
Ещё один тип существ, участвующих в игре, — нейтральные крипы (англ. Neutral Creeps). Эти существа периодически появляются в лесу на каждой стороне карты в строго определённых местах (лагерях). Нейтральные крипы контролируются компьютером и не принадлежат ни к одной стороне. Днём они нападают на всех, кто находится рядом с ними, а ночью засыпают. Нейтральные крипы бывают как очень слабыми, так и достаточно сильными, и за их убийство герой получает разные количества золота и опыта. Самым сильным нейтральным крипом является Рошан, выступающий своеобразным боссом в игре; запас его здоровья, наносимый урон и защита увеличиваются с течением времени.

### Цель и правила игры
Правила несложны, но из-за разнообразия героев и артефактов количество возможных стратегий очень велико. Кроме того, в игре есть специальные режимы игры (англ. Game Modes), команды, которые определяют дополнительные правила игры. Модификации прописываются в самом начале первым некомпьютерным игроком команды Sentinel (обычно это создатель игры, играющий за синий цвет) и могут влиять на такие моменты как режим выбора героев, сложность игры (влияет на количество получаемого опыта и денег) и др. Некоторые модификации не совместимы друг с другом и не могут быть выбраны одновременно.
В обычном режиме игрок от начала и до конца управляет выбранным в начале игры героем. Погибший герой будет возрождён через определённый промежуток времени, продолжительность которого зависит от уровня героя. Исключение составляет режим игры Deathmatch (рус. Смертельный поединок): в этом режиме игрок, потерявший героя, должен выбрать (или получить случайным образом) нового. Все очки опыта и предметы переходят к новому персонажу, но если команда наберёт определённое количество смертей (то есть когда закончатся герои в союзных тавернах), то ей автоматически засчитывается поражение досрочно.
Цель игры — уничтожив башни противника хотя бы на одной тропинке (по 3 башни на каждой), прорваться на его базу и разрушить главное здание (Мировое древо у светлых, Ледяной трон у тёмных), предварительно уничтожив две башни, охраняющие его. Если будут уничтожены все башни на тропинке и находящиеся в лагере казармы, крипы нападающей стороны на этой тропинке становятся сильнее, а награда за их убийство становится примерно вдвое меньше. После разрушения всех казарм на трёх тропинках крипы превращаются в мегакрипов (англ. Mega Creeps), уничтожить которых значительно сложнее.

### Общая механика
В DotA отсутствует управление армией и базой, поэтому каждый игрок фокусируется только на развитии своего героя. Герои получают опыт, поднимая свой уровень («прокачиваются») за счёт уничтожения вражеских крипов, героев и зданий, а также нейтральных существ, обитающих в лесу. По мере получения уровней, герой наносит больше урона, получает больше здоровья, маны и единиц защиты, а также развивает свои уникальные способности. Максимальный уровень в игре — 25.
Если гибнет боевая единица противника (неважно, крип или герой), опыт получают все союзные герои, находящиеся поблизости, вне зависимости от того, сражались они или нет. Таким образом, герою выгодно находиться в гуще боя, даже не принимая в нём участия. Если герой нанесёт последний удар (англ. Last Hit) юниту или любому строению, то он получит некоторое количество денег. Кроме того, золото даётся также и просто с течением времени — по 1 единице в 0,6 секунд.
На имеющиеся деньги герой может покупать артефакты. Из простых «базовых» артефактов с помощью свитков-«рецептов» можно составлять более сложные, имеющие большую силу или дополнительные особенности. Покупка артефактов — важный аспект игры; от их выбора напрямую зависит боевой потенциал героя и команды в целом.
Убитый герой не участвует в игре некоторое время и теряет часть своих денег. Чем выше был его уровень, тем дольше он находится вне игры и тем больше теряет денег. Герой возрождается в своём лагере с полной маной и очками здоровья. Вместо ожидания игрок может выкупить своего героя — тогда он будет мгновенно возрождён; чем выше уровень персонажа, тем дороже обходится его выкуп. Эта возможность имеет время перезарядки, что не позволяет использовать её несколько раз подряд за определённый промежуток времени.

### Дополнительные возможности
В двух местах на карте (между флангами и центральным проходом) периодически появляются руны (англ. runes), которые дают временный бонус герою: увеличение скорости передвижения (англ. Haste rune), увеличение скорости восстановления здоровья и маны (англ. regeneration rune), удвоение наносимого урона (англ. double damage), невидимость (англ. invisibility), создание двойников (англ. illusion). Руна появляется каждые 2 минуты в одном из двух мест на карте (в верхней или нижней части реки), при условии, что на данный момент руна не находится ни на одном из этих мест.
Около центра карты находится босс Рошан (англ. Roshan); для победы над ним игроки обычно собираются всей командой. После смерти из него выпадает артефакт Aegis of the Immortal (рус. Эгида Бессмертия), дающий игроку возможность переродиться через 5 секунд после смерти, в том месте, где он погиб. Кроме того, всем членам команды, убившей Рошана, даются деньги (герой, нанёсший последний удар, получает дополнительное золото), а опыт только тем союзным героям которые были поблизости. Побеждённый босс воскрешается через 8-11 минут (определяется случайным образом). Каждые 5 минут игрового времени он становится сильнее, получая дополнительное здоровье, броню и возможность наносить больше урона. К 45 минуте он достигнет предела и будет иметь 12000 единиц здоровья (7500 единиц в начале игры).
Aegis of the Immortal пропадает спустя 5 минут. После второй победы над Рошаном, помимо Эгиды, игроки получают сыр (англ. cheese), расходный предмет, который при активации восстанавливает 2500 единиц здоровья и 1000 маны.

## Восприятие и отзывы

### В разных странах

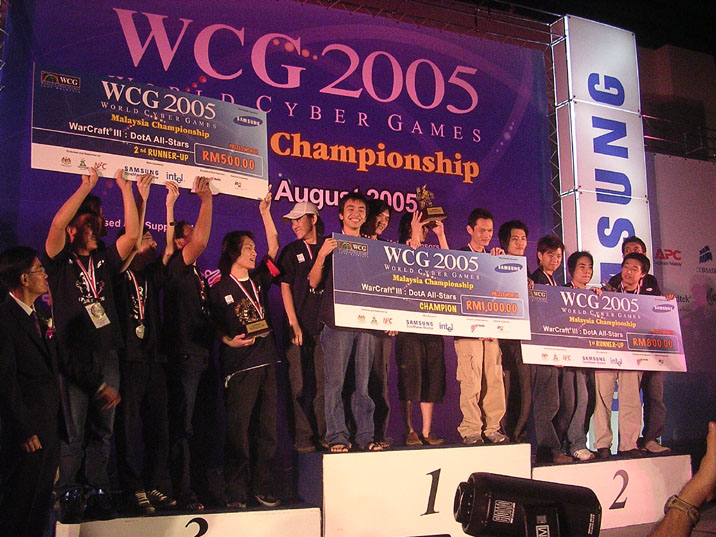
Три финалиста первого турнира World Cyber Games по Defense of the Ancients.

Карта стала популярной во многих странах мира: например, в Таиланде и Филиппинах в неё играют столько же, сколько в Counter-Strike. Также некоторую поддержку игра получила в странах Скандинавии, где шведский диджей Basshunter написал песню «Мы сидим в Ventrilo и играем в DotA» (швед. «Vi sitter i Ventrilo och spelar DotA»), которая заняла 116-е место в европейских музыкальных чартах 2006 года, а в самой Швеции и Финляндии попала в десятку наиболее популярных. Популярность песни привела к повышению охвата игры после публикаций неигровых издательств, пишущих на игровую тематику. Заставки к загрузке игры также были нарисованы фанатами.
Российское сообщество игроков в Defense of the Ancients достаточно велико и активно. Представлено оно, по большей части, тематическими форумами, некоторые из которых имеют значительную посещаемость. Российские игроки обосновались на всех платформах. Большая их часть играла через Garena, где русская секция является самой крупной, превосходя европейскую и филиппинскую — около 45000 единовременно играющих человек. Русская секция включает в себя 150 комнат по 225 человек. Среди продвинутых игроков стал популярным iCCup с системой рейтинга игроков и на текущий момент является самой крупной платформой для игры в первую DotA. Профессиональные киберспортивные DotA-команды в России немногочисленны, но активны; они посещают крупные европейские и азиатские турниры. Кроме того, турнир ASUS Open периодически включает DotA в список официальных дисциплин.

### Пресса
В июне 2008 года Майкл Уолдбридж, журналист Gamasutra, написал, что DotA «скорее всего является наиболее популярной и наиболее обсуждаемой бесплатной модификацией к игре». Указывая на мощное сообщество любителей этой игры, Уолдбридж утверждает, что DotA легко управляется самим же сообществом, и это одна из самых сильных сторон карты. Defense of the Ancients была указана как одна из игр, вдохновившая Gas Powered Games на создание Demigod. GameSpy замечает, что идея игры — Боги, «<играющие> в DotA в реальной жизни». Guinsoo применил множество приёмов, которые он изучил при создании DotA в Riot Games при создании игры League of Legends. Другой «клон DotA» — игра Heroes of Newerth от S2 Games. Российская компания Nival Network в 2009 году анонсировала свой новый проект Prime World, геймплей которого будет частично походить на DotA.

### Турниры
DotA со временем приобрела определённую популярность. Blizzard официально признал карту как заслуживающую внимания и даже упомянул о ней в зале славы Battle.net, такое внимание до этого было уделено всего шести картам. После карта была представлена Computer Gaming World в разделе новых карт и модификаций для Warcraft III, а журналист Люк Смит назвал её «уникальной стратегией в реальном времени». Allstars стала важным турнирным сценарием, впервые появившись на BlizzCon в 2005 году. Allstars также была представлена в Малайзии и Сингапуре на турнире World Cyber Games в 2005 году, а на азиатском турнире World Cyber Games впервые появилась в 2006 году. DotA была включена в линейку игр мировой лиги Cyberathlete Amateur League и CyberEvolution League. Кроме того, карта появилась в турнире Electronic Sports World Cup (ESWC) 2008 года. Оливер Парадис, менеджер ESWC, отметил, что высокий уровень поддержки сообщества DotA и мировое признание карты в целом, было одним из причин её выбора для турнира.
Чемпионаты по локальной сети также очень популярны, например, такие турниры часто проводятся в азиатских странах, в Швеции и в России. Blizzard указывает на DotA как на результат того, чего могут добиться создатели карт с помощью специальных средств разработки.
Также DotA чрезвычайно популярна среди пользователей игровой платформы Garena, где одновременно онлайн может находиться до сотни тысяч игроков. Здесь проводятся локальные турниры и клановые войны (англ. Clan wars).